# Iglesia ortodoxa rusa en exilio
La Iglesia ortodoxa rusa en exilio (Русская православная церковь в изгнании, Rúskaya pravoslávnaya tsérkov v izgnánii o también Российская православная церковь, Rosíiskaya pravoslávnaya tsérkov) es una organización religiosa que junto con la Iglesia rusa ortodoxa en verdad se secesionó de la Iglesia ortodoxa rusa fuera de Rusia después de la activización de contactos con la Iglesia ortodoxa rusa. No está reconocida por ninguna Iglesia ortodoxa canónica.